# Cheguigo Palmeros
Cheguigo Palmeros es una población del estado mexicano de Oaxaca, localizada en el municipio de Unión Hidalgo y en el istmo de Tehuantepec. Tiene el carácter de localidad de Unión Hidalgo. 

## Historia
La localidad anteriormente formaba parte del Barrio de los Palmeros, pero hace unos años debido al crecimiento demográfico se separa y constituyen una nueva colonia y fue en el año 2015, cuando la localidad cambia su nombre a Cheguigo Palmeros, que en español significaría "los palmeros del otro lado del río", debido a que es el Río Chicapa, que separa a esa localidad del Barrio Palmeros y de la cabecera municipal; de igual manera sus pobladores se dedicaban principalmente a la hechura de la palma y a los productos derivados de ella. Otros indican que su nombre también se deriva de la cercanía que tienen con "El Palmar", reserva ecológica local, donde se pueden visualizar amplia cantidad de esta flora, la cual en sus inicios, fue parte fundamental de la economía del municipio, y que al día de hoy se ha estado perdiendo por las nuevas generaciones.
Actualmente hay una iniciativa para hacer de "El Palmar" una reserva ecológica reconocida por el estado, ya que por la expansión del proyecto eólico se ha generado gran perdida del territorio que ocupaba esa zona ecológica, que anteriormente abarcaba los municipios de Santo Domingo Ingenio y Santiago Niltepec, y que actualmente solo perduran 829 hectáreas en los terrenos del Municipio de Unión Hidalgo.

## Localización y demografía
La localidad de Cheguigo Palmeros de acuerdo al Censo de Población y Vivienda de 2020 realizado por el Instituto Nacional de Estadística y Geografía, cuenta con 93 habitantes y se encuentra a  16°28′19.7″N 94°49′10.7″O / 16.472139, -94.819639, está a 12 metros de altura. Es una localidad con playa cercana: Playa Unión que está a 9 km. Dentro de todos los pueblos del municipio, ocupa el número 4 en cuanto a número de habitantes.